# 松宮五郎
松宮 五郎（まつみや ごろう、1927年9月24日 - 2007年7月7日）は、日本の俳優、声優。東京府豊多摩郡千駄ヶ谷出身。
長年にわたり劇団四季に所属していた。

## 人物
早稲田大学専門部工科中退。
1946年5月、独立劇場入団。1947年11月、東京青年劇場に移籍後、1948年8月に独立劇場に戻り、1949年3月に退団。同年9月に前進座入団し、1950年8月に退団。同年11月に劇団七曜会に入団し、1956年8月に退団。同年9月に劇団四季入団。

## 出演

### 舞台
- ハムレット（1947年、東京青年劇場） - 亡霊の声[4]
- 怒りの夜（1953年、劇団七曜会） - ルコック[5]
- ゴールデン・ボーイ（1954年、劇団七曜会） - ジョオ・ボナパアト[6]
- イフィジェニー（1964年、劇団四季） - ユリパート[7]
- リチャード三世（1964年、劇団雲） - カンダベリー寺院の大司教[8]
- エクウス（1975年、劇団四季） - フランク[9]
- オンディーヌ（1981年、日本ゼネラルアーツ・劇団四季提携公演） - オーギュスト[10][注釈 1]
- 人間になりたがった猫（ステファヌス）
- エルリック・コスモスの239時間（ストーン博士）
- 美女と野獣（コグスワース）
- ミュージカル李香蘭（山口）※最後の出演作

### テレビドラマ
- レ・ミゼラブル（1954年、NHK）
- 眠り男セザレ（1954年、NHK）
- 素晴らしき結婚（1954年、NHK）
- 或る自殺未遂（1961年、TBS）
- 指名手配 第105回（1961年、NET）
- 七人の刑事 第6回（1961年、TBS）
- 顔（1962年、NHK）
- 天と地と（1969年、NHK）
- 仇討ち 第16話（1969年、TBS）
- 恋愛術入門 第10回（1970年、TBS）
- 紫頭巾（1972年、TX）
- ご存知遠山の金さん（1973年、NET）
- 太陽にほえろ!（NTV）
  - 第69回「初恋への殺意」
  - 第188回「切札」

### 吹き替え

#### 担当俳優
ジョン・ウェイン
- 硫黄島の砂（ジョン）※テレビ東京版
- 果てなき航路（オーレ・オルセン）※テレビ東京版
- 黄色いリボン（ネイサン・ブリトリス大尉）※テレビ東京版

#### 洋画
- 吸血鬼ドラキュラ（ヴァン・ヘルシング博士〈クリストファー・リー〉）
- 地球の危機（ネルソン提督〈ウォルター・ピジョン〉）
- 飛べ!フェニックス（フランク〈ジェームズ・ステュアート〉）※テレビ東京版
- 果てなき航路（ドリスコル〈トーマス・ミッチェル〉）
- 悲恋（マーク〈ジャン・ミュラー〉）
- 窓（エド・ウッドリー〈アーサー・ケネディ〉）
- 遊星よりの物体X（アーサー・カリントン博士〈ロバート・コーンスウェイト〉）

### 海外ドラマ
- うちのママは世界一（パパ〈カール・ベッツ〉）
- 捜査メモ（グラント〈ロッド・キャメロン〉）
- 平原児 シスコ・キッド（シスコ・キッド〈ダンカン・レナード〉）
- ペリー・メイスン（ポール・ドレイク〈ウィリアム・ホッパー〉）
- メイベリー110番（アンディ・テーラー〈アンディ・グリフィス〉）

### アニメ
- 鉄腕アトム（1963年）
- ノートルダムの鐘（1996年、司祭）